# Xandros
Xandros  — сімейство операційних систем на базі GNU/Linux, заснованих на Debian GNU/Linux. Використовується на ASUS Eee PC 701 та Asus EP20. Xandros Desktop орієнтований як на корпоративний сектор, так і на використання звичайними користувачами. Назва Xandros утворена від сполучення X Window System та назви грецького острова Андрос (англ. Andros).

## Види поставки
Комерційні редакції
- Xandros Desktop Home Edition — ця редакція Xandros містить 30-денно лімітований shareware Crossover Office, і кілька пропрієтарних програм в комплекті. Не містить менеджер фотознімків, музики, засоби забезпечення безпеки, профілі бездротового інтернету, чи можливість писати на NTFS томи.
- Xandros Desktop Home Edition Premium — містить повну версію shareware Crossover Office, «Applications CD» з допоміжними пропрієтарними застосунками. Xandros Desktop Home Edition Premium не містить Xandros Networks Premium Membership. До складу також входить засоби безпеки, профілі бездротового інтернету.
- Xandros Desktop Professional — містить практично аналогічне програмне забезпечення, як і Xandros Desktop Home Edition Premium, але має розширені можливості, щодо аутентифікації в Windows PDC та Active Directory, розширені мережеві настройки.

Серверна редакція
- Xandros Desktop Management Server (xDMS) — серверний дистрибутив Xandros. Виконаний на основі Xandros Desktop, але пристосований до використання на серверах в великих організаціях, компаніях.

## Вигляд
Xandros використовує KDE, як основне графічне середовище (проте є можливість встановити GNOME або Xfce, менеджери вікон). Дистрибутив містить кілька різноманітних тем оформлення, Konqueror замінено на пропрієтарний Xandros File Manager.

## ASUS Eee PC
Дистрибутив йде в комплекті з ASUS Eee PC. Для більшого комфорту розроблено спеціальний, оптимізований під роздільну здатність інтерфейс, побудований на вкладках (проте можливо перейти і в звичайний KDE 3).

## Придбання Linspire
В липні 2008 року канадський розробник дистрибутиву Xandros GNU/Linux уклав з каліфорнійською компанією Linspire договір про придбання Linux-активів останньої, включаючи дистрибутиви Linspire, Freespire і мульти-дистрибутивну технологію інсталяції ПЗ CNR (Click'n'Run).

## Виноски
1. ↑  Архівована копія. Архів оригіналу за 24 березня 2008. Процитовано 19 травня 2008.{{cite web}}:  Обслуговування CS1: Сторінки з текстом «archived copy» як значення параметру title (посилання) [Архівовано 2008-03-24 у Wayback Machine.]
2. ↑  http://forums.xandros.com/viewtopic.php?p=64889#64889 [Архівовано 28 вересня 2007 у Wayback Machine.] Xandros is an acronym?